# Bodenentleerer (Förderwagen)
Ein Bodenentleerer ist ein selbstentleerender Förderwagen, bei dem das Fördergut beim Entladevorgang nach unten aus dem Wagenkasten fällt. Dieser Wagentyp wird im Untertagebergbau als Sonderwagen zur Förderung von Schüttgut eingesetzt. Bodenentleerer werden in Zugverbünden eingesetzt, die zwischen Lade- und Entladestelle pendeln. Dabei werden höhere Förderleistungen als mit normalen Förderwagen erreicht.

## Grundlagen und Geschichtliches
Bereits in der ersten Hälfte des 20. Jahrhunderts wurden im Steinkohlenbergbau Bodenentleerer zur  Kohleförderung eingesetzt. In den 1960er-Jahren begann die schrittweise Untersuchung und Weiterentwicklung des Bodenentleerers. Allerdings konnten sich die ersten Wagentypen aufgrund des höheren Wartungs- und Instandsetzungsaufwandes nicht richtig durchsetzen. Im schwedischen Erzbergbau wurde ein anderer Bodenentleerertyp entwickelt, dieser wurde auch in den 1970er-Jahren auf Bergwerken im Ruhrrevier eingesetzt.

## Aufbau und Funktion
Grundsätzlich werden zwei Wagentypen unterschieden, der Längs- und der Querentlader.

### Querentlader
Bei diesem Wagentyp sind der Wagenboden mit den Laufrädern und der Wagenkasten mit der Kupplung getrennte Einheiten. Beide Teile sind an einer Stirnseite des Wagens über ein Scharniergelenk miteinander verbunden. Die Stirnwände des Wagenkastens sind überkragend. Unter dem Wagenboden ist am Heck ein Spornrad montiert. Die Wagenzwischenräume sind durch Überlappungsbleche abgedeckt. Dieser Wagentyp wird auch als Grängesbergwagen bezeichnet. Beim Durchfahren der Entladestation klappt das Untergestell mit dem Boden um eine Längsachse quer zur Seite nach unten ab. Mit dem am Heck montierten Spornrad wird der Wagenboden nun über eine in der Entladestation befindliche Entladekurve nach unten geführt. Der Wagenkasten wird zeitgleich über eine an der Entladestation montierte Rollenbatterie geführt. Am Ende der Entladestation wird der Wagenboden über eine dort installierte Schließkurve geführt. Beim Entladevorgang ist keine Zugkraft erforderlich, die Wagen werden vom auslaufenden Fördergut weiter vorwärts gedrückt. Dieser Wagentyp hat nur wenige Verschleißteile und besitzt eine sehr hohe Entladeleistung.

### Längsentlader
Der grundsätzliche Aufbau dieses Wagentyps ähnelt dem des Querentladers. Unterschiedlich ist hierbei die Mechanik des Wagenbodens. Der Wagenboden klappt beim Längsentlader um eine Querachse des Wagens. Dabei klappt der Wagenboden gegen die Fahrtrichtung nach unten weg. Das Fördergut rutscht nun in den Einlauftrichter der Entladestation. Nachteilig bei diesem Wagentyp ist, dass die Entladestation nur in eine Richtung durchfahren werden kann. Außerdem benötigt dieser Wagentyp eine besonders tief gebaute Entladestation. Da das Fördergut in Längsrichtung aus dem Wagenkasten läuft, wirkt eine Kraft in Fahrtrichtung, die durch eine zusätzliche Bremskraft kompensiert werden muss. Aufgrund dieser Nachteile wird der Längsentlader als die schlechtere technische Lösung angesehen.